# Passiflora gritensis
Passiflora gritensis là một loài thực vật có hoa trong họ Lạc tiên. Loài này được H.Karst. mô tả khoa học đầu tiên năm 1859.